# Richard C. H. Lenski
Richard Charles Henry Lenski (14 de setembro de 1864 – 14 de agosto de 1936) foi um pastor, estudioso e autor luterano nascido na Alemanha e naturalizado americano, que publicou uma série de comentários luteranos sobre o Novo Testamento.

## Vida
Lenski nasceu em 14 de setembro de 1864, em Greifenberg, Brandemburgo-Prússia (atualmente Gryfice, Polônia). Em 1872, emigrou para os Estados Unidos. Foi educado na Capital University e em seu Departamento Teológico, que eram instituições do Sínodo Conjunto Evangélico Luterano de Ohio. Foi ordenado pastor nesse sínodo em 1887 e serviu congregações em Baltimore, Maryland, e em Trenton, Springfield, e Anna, Ohio.
Foi editor do Die Lutherische Kirchenzeitung por vinte anos, começando em 1904. Em 1911, tornou-se professor de teologia na Capital University e em seu departamento teológico. Também serviu ao Sínodo Conjunto de Ohio como presidente de seu Distrito Ocidental por vários anos.
Lenski morreu em 14 de agosto de 1936.

## Publicações
A principal obra de Lenski foi uma série de 12 volumes de comentários sobre o Novo Testamento, publicada originalmente pela Lutheran Book Concern. Cada volume contém uma tradução literal dos textos gregos e comentários a partir de uma perspectiva luterana tradicional. Alguns dos volumes foram publicados após sua morte.
Outras obras incluem The Active Church Member, The Eisenach Gospel Selections, The Eisenach Old Testament Selections, The Epistle Selections of the Ancient Church, The Gospel Selections of the Ancient Church, The Sermon: Its Homiletical Construction, e Saint Paul.

## Descendentes
Lenski foi pai da autora Lois Lenski, avô do sociólogo Gerhard Lenski, e bisavô do biólogo evolucionista Richard Lenski. Os descendentes de Lenski frequentaram a Capital University por seis gerações.

## Teologia
Como luterano, Lenski mostra pouca simpatia pela teologia Reformada em seus comentários. Lenski às vezes se distanciou do debate calvinismo-arminianismo. No entanto, ele adotou praticamente os principais princípios distintivos da soteriologia arminiana.  Embora não usando a terminologia exata, ele defendia a eleição condicional, expiação ilimitada, graça preveniente e preservação condicional dos santos.

### Citações
1. 1 2  Journey into childhood: The autobiography of Lois Lenski 1972 "My father, Richard Charles Henry Lenski, and his brother Paul, were born in Greifenburg, Prussia, in 1864 and 1866."
2. 1 2  Juergen Ludwig Neve, Willard Dow Allbeck History of the Lutheran church in America 1934 "RCH Lenski, DD, was born at Greifenberg, Pomerania, September 14, 1864, and came to America in 1872. ... He served pastorates in Baltimore, Md., Trenton, Springfield, and Anna, Ohio, and came to Capital University as theological professor in 1911. For a number of years he was president of the Western district, and he was editor-in-chief of Die Lutherische Kirchenzeitung for twenty years, in addition to being a frequent contributor to theological magazines."
3. 1 2 3  Lueker, Erwin L.; Poellot, Luther; Jackson, Paul, eds. (2000). «Lenski, Richard Charles Henry». Christian Cyclopedia Online ed. St. Louis: Concordia Publishing House. Consultado em 15 de dezembro de 2017
4. ↑  Walter A. Elwell, Jim D. Weaver  Bible interpreters of the twentieth century 1999 entry Richard Lenski
5. ↑  The Book Review Digest Vol.33 H.W. Wilson Company - 1938 "LENSKI, RICHARD CHARLES HENRY. The interpretation of St Paul's Epistles to the Galatians. to the Ephesians and ... commentary maintains the standard set by its predecessors in the 'great' tradition of conservative Lutheran scholarship."
6. ↑  «Sixth generation Capital University graduate makes history». spectrumnews1.com (em inglês). Consultado em 4 de abril de 2025
7. ↑  White 2001.
8. ↑  Lenski 2001, p. 799.
9. ↑  Nicholson 1999. "Arminian, respected Lutheran commentator, R. H. Lenski [...]"
10. ↑  Henebury 2009. "R.C.H. Lenski – Conservative Arminian [...]"
11. ↑  McMahon 2005, p. 203, note 95. "Even the Arminian, R.C.H. Lenski [...]"
12. ↑  Bing 2010. "Of course, Arminian interpreters have no problem accepting the obvious evidence that the readers are genuine believers. [note 10] For example, R. C. H. Lenski, The Epistle to the Hebrews (MinneapoIis: Augsburg, 1966), 174-187, 355-357 [...]"
13. ↑  Forlines, Pinson & Ashby 2001, p. 311. It should be pointed out that though Lenski and Meyer in their comments support the concept of conditional election, as Lutherans, they would not use the term "Conditional election."
14. ↑  Lenski 2008a, p. 305. Here we have an adequate answer to Calvin's limited atonement: The Sovereign, Christ, bought with His blood not only the elect but also those who go to perdition.
15. ↑  Lenski 2001, p. 418. Yet the Scriptures are full of instances of prevenient grace. See how this grace operates upon Nicodemus, upon the Samaritan woman before life and faith were kindled in them. Grace operates according to a certain law or order and never effects regeneration all at one blow. The law always first takes hold and works the knowledge of sin and contrition for sin; this is combined with the knowledge and the saving power of the gospel that is drawing us to Christ (John 6:44, 65).
16. ↑  Lenski 2008b, p. 388. What a calamity when a professing Christian finds himself "rejected" in the end! How much worse when one of the Lord's own heralds has this experience! Paul regards his work and even the way in which he does work with extreme seriousness. The fact that he is an apostle is not yet proof to him that he will be saved.